# Serge F. Kovaleski
Serge F. Kovaleski (* 8. April 1961, Kapstadt, Südafrika) ist ein amerikanischer Enthüllungsjournalist, der seit 2016 bei der Zeitung National desk arbeitet. Seine Berichte trugen dazu bei, dass die New York Times einen Pulitzer-Preis für die Berichterstattung zum Eliot Spitzer Prostitution Scandal erhielt.

## Leben
Kovaleski verbrachte seine Kindheit in Sydney, Australien, bevor seine Familie in den 1970ern nach New York zog.
1984 erwarb er einen Abschluss in Philosophie am College of William & Mary in Williamsburg, Virginia. Danach studierte er Französische Philosophie an der Sorbonne in Paris. Seine Reisen durch Europa vor dem Fall der Berliner Mauer weckten sein Interesse, Journalist zu werden.
Seine Karriere begann Mitte der 1980er bei den Miami News. Weitere Stationen waren New York Daily News, The Washington Post und Money, bevor er 2006 zur New York Times (Metro desk) wechselte. 2014 wechselte er zum Culture desk und 2016 zum National desk.
Auseinandersetzung mit Donald Trump
Kovaleski antwortete auf eine fehlerhafte Zitierung durch den damaligen Präsidentschaftskandidaten Donald Trump, woraufhin dieser ihn in einer Rede nachäffte und lächerlich zu machen versuchte. Kovaleski hat Arthrogryposis, was eine Kontraktur seiner rechten Hand und seines Armes auslöst. Trump ahmte die Behinderung nach und wimmelte später Vorwürfe ab mit der Behauptung, dass er ihn nicht kennen würde. 
Kovaleski hielt dagegen, dass er in Zeiten, in denen er für die New York Daily News arbeitete, mit Trump sogar per Du gewesen sei.
Der Fall fand weltweit ein großes Medienecho und öffentliches Aufsehen.
Meryl Streep kritisierte in ihrer Dankesrede zum Empfang des Golden Globe Award am 8. Januar 2017 Trumps Verhalten.

## Auszeichnungen
2009 erzielte er durch seine Arbeit einen Pulitzer-Preis für „Breaking News Reporting“ für die New York Times.
2016 erhielt er zusammen mit Nicholas Kulish, Christopher Drew, Mark Mazzetti, Matthew Rosenberg, Sean D. Naylor und John Ismay den George Polk Award für ihre Berichterstattung über Anschuldigungen gegen Mitglieder des U.S. Navy SEAL Team Six im Zusammenhang mit Vergewaltigungen afghanischer Gefangener.